# Camera termovuoto

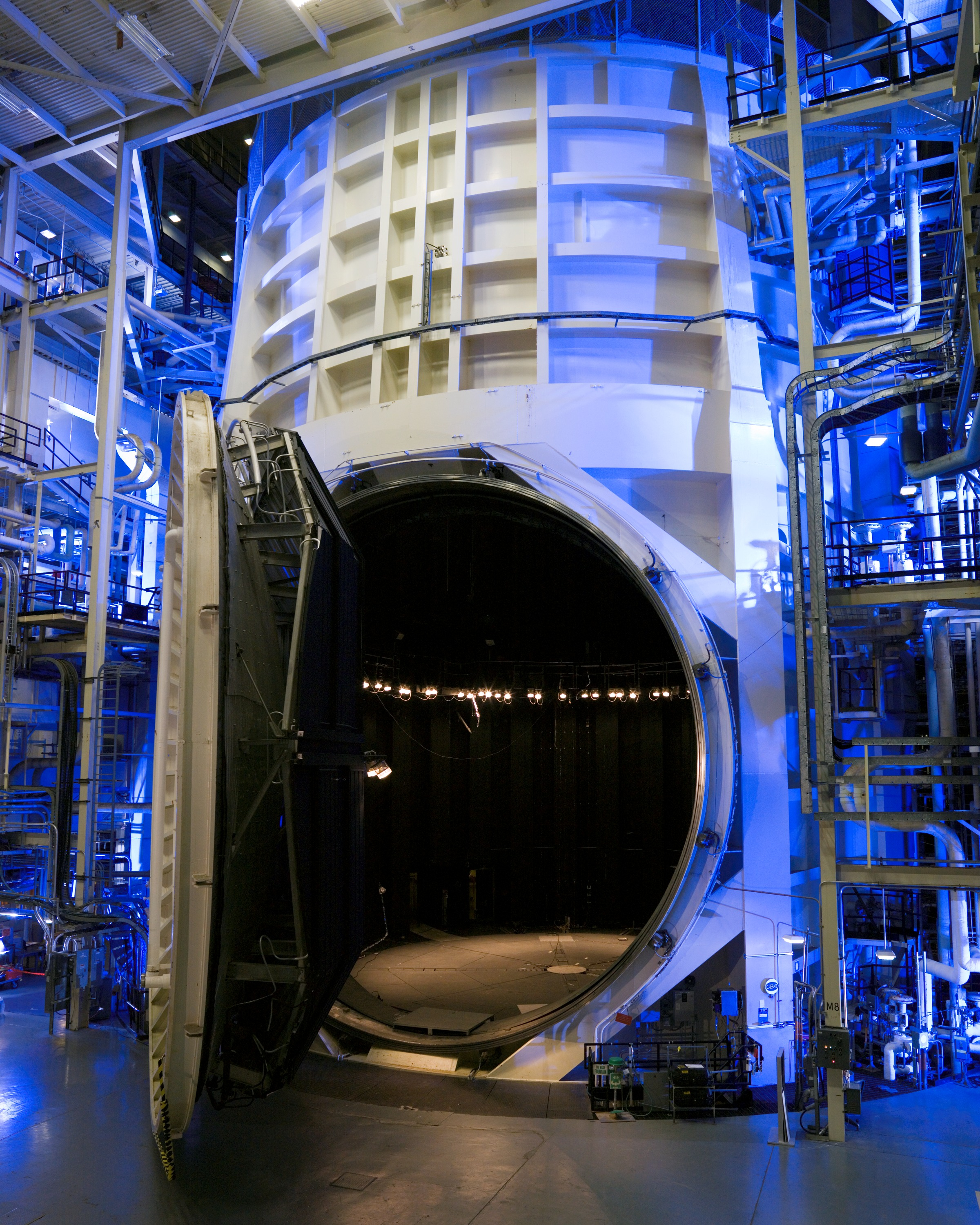
Una camera termovuoto presso il Johnson Space Center della NASA.

Una camera termovuoto, nota anche con gli acronimi TVC e TVAC, è una camera a vuoto in cui vengono controllate le condizioni termiche radiative.
Tipicamente le condizioni termiche si ottengono facendo passare liquidi o fluidi attraverso rivestimenti termici per temperature fredde o mediante l'utilizzo di lampade termiche per temperature elevate.
Le camere termovuoto vengono spesso utilizzate per testare veicoli spaziali o loro componenti in un ambiente spaziale simulato e interamente controllato. L'apparecchiatura è in grado di riprodurre con esattezza le condizioni dello spazio attraverso il controllo simultaneo di due parametri ambientali: la pressione e la temperatura.

## Esempi
Camere termovuoto si possono trovare presso:
- Lo Space Environment Simulation Laboratory della NASA presso il Johnson Space Center[2]
- Lo Space Power Facility,[3] lo Spacecraft Propulsion Research Facility [4] e il Cryogenic Propellant Tank Facility (K-Site)[5] della NASA presso il Glenn Research Center
- Lo Space Environment Simulator della NASA[6] presso il Goddard Space Flight Center
- La DynaVac 36" T/V Chamber della NASA[7]
- Il Large Space Simulator dell'ESA[8]